# Emblema
Emblema – termin odnoszący się do sztuki starożytnej. Są to ozdoby wykonane z metali szlachetnych (złota lub srebra) przytwierdzane na powierzchnię waz dekoracyjnych, a także obrazy w postaci mozaiki umieszczane w cenralnej części posadzki.